# Tougher Than Leather (Willie Nelson)
Tougher Than Leather è un album in studio del musicista country statunitense Willie Nelson, pubblicato nel 1983.

## Tracce
1. My Love for the Rose – 0:37
2. Changing Skies – 3:03
3. Tougher Than Leather – 4:53
4. Little Old Fashioned Karma – 3:18
5. Somewhere in Texas, Pt. 1 – 0:53
6. The Beer Barrel Polka – 2:43
7. Summer of Roses – 3:12
8. Somewhere in Texas, Pt. 2 – 0:55
9. My Love for the Rose – 0:37
10. The Convict and the Rose – 3:52
11. Changing Skies – 0:54
12. I Am the Forest – 4:17
13. Nobody Slides, My Friend – 1:39